# Préjugé
Un préjugé (jugement préalable) est une opinion adoptée en l'absence d'informations ou de pratiques suffisantes. Parfois articulés sur des mythes ou des croyances, ou résultant d'une généralisation hâtive, les préjugés sont considérés dans une perspective bayésienne comme le point de départ de toute acquisition d'information, le processus d'apprentissage consistant simplement à les rectifier aussi vite que possible à la lumière de l'expérience un préjugé est une idée admise sans démonstration, au même titre qu'un axiome ou un postulat. Cependant, le « préjugé » est considéré par celui qui y adhère comme une vérité, tandis que l'axiome ou le postulat s'inscrit dans un contexte de pensée philosophique ou scientifique dans lequel il est vu comme une hypothèse de travail utilisable indépendamment. Il est important de différencier certaines notions parfois associées à celle de préjugé comme le stéréotype et la discrimination (cf. la vision psychologique du sujet). Un préjugé correspond à un sentiment, il s’agit d’un jugement préalable sur une personne ou un groupe de personnes sans posséder de connaissances suffisantes pour évaluer la situation. Le stéréotype, sur lequel se fonde le préjugé, constitue une généralisation, un ensemble d’images mentales qui influencent notre rapport au réel. Enfin, il faut distinguer ces deux notions de celle de la discrimination qui correspond à un comportement, un acte induit par le préjugé. Il faut remarquer que le préjugé possède deux facettes essentielles. La première correspond à la capacité des préjugés à traverser les époques et les générations sans subir de modifications très importantes. La deuxième se réfère à la caractéristique simplificatrice et globalisante des préjugés dans la mesure où chaque catégorie de personnes (ex : professions particulières, genre, etc.) est associée à une série limitée d’attributs spécifiques censés renvoyer à une sorte d’essence, une nature intrinsèque.
La non remise en cause des préjugés et opinions d'un individu est un facteur d'ignorance.

## Image populaire
Les préjugés sont réputés difficilement modifiables pour les raisons suivantes :
- en positif, la prudence, le souci de cohérence de l'individu ;
- en négatif, sont parfois évoqués la paresse intellectuelle, le conformisme social, l'esprit routinier, voire la rigidité mentale. Leur ancrage, parfois en raison d'un conditionnement établi à cette fin, rend leur modification longue : voir l'article Dissonance cognitive.

Les préjugés sont des jugements faits à l'avance par quelqu'un d'autre que la personne qui les énonce. Elle les a acceptés tels quels sans les confronter à sa propre expérience. La personne "juge" en appliquant une opinion reçue.
Les préjugés sont omniprésents dans l'histoire selon l'historien Xavier Mauduit.

## Application
Les préjugés peuvent concerner des objets, des groupes d'individus, des comportements, etc. : seule l'imagination limite leur portée.
Appliqués à des groupes sociaux, les préjugés font référence à des biais positifs ou négatifs envers les membres de ces groupes (anciens de grandes écoles, hommes politiques...), en se fiant parfois à des stéréotypes ou clichés du moment. Cela n'est pas nécessairement à confondre avec un lieu commun, qui souligne seulement la banalité d'une idée et un consensus à son sujet.

## Exemples
Une personne ayant eu une série de relations d'un certain type avec des personnes d'un certain sexe pourra développer des préjugés envers les personnes de ce sexe. Elle pourrait en effet penser que les facteurs qui ont eu un impact sur la qualité de ces relations sont présents chez toutes les personnes dudit sexe. Lorsqu'on évoque et qu'on conforte des préjugés envers des personnes d'un certain sexe, on parle généralement de sexisme.
Autres exemples de préjugés généralisés à des groupes d'individus : racisme, antisémitisme, homophobie, transphobie, hétérosexisme, âgisme, capacitisme, préjugé de classe.

## Dangers
(août 2010).
Si vous disposez d'ouvrages ou d'articles de référence ou si vous connaissez des sites web de qualité traitant du thème abordé ici, merci de compléter l'article en donnant les références utiles à sa vérifiabilité et en les liant à la section « Notes et références ».
Le préjugé en général peut présenter certains dangers pour l'individu et pour la société.
Les préjugés survivent toujours aux circonstances qui leur ont donné naissance. Un préjugé collectif naît généralement d'un impératif de cohésion sociale ou de survie, tel qu'il est perçu dans un contexte historique particulier. Il se transmet ensuite par apprentissage et tend à se fondre dans l'arrière-plan culturel du groupe, de sorte qu'il devient difficile de s'en affranchir, même lorsque son existence n'a plus aucun rapport avec la situation. L'accumulation des préjugés, élément essentiel de la culture d'une société, a donc aussi pour effet de diminuer les facultés d'adaptation au changement. C'est un facteur de rigidité et de vieillissement des sociétés.
Un préjugé n'a pas toujours, loin de là, un caractère universel. Chaque individu construit son système de préjugés par apprentissage dans un certain contexte culturel. Par la suite, la rencontre d'individus ou de communautés appareillés de systèmes de préjugés différents et incompatibles peut mener à des souffrances et à des conflits plus ou moins graves. De ce fait, le préjugé, censé initialement être un facteur de cohésion au sein d'une société traditionnelle, devient facteur d'exclusion ou d'explosion dans une société multi-culturelle.
La perception de ces risques a donné à la notion de préjugé une connotation négative depuis l'époque des Lumières. Elle donne lieu à des revendications en faveur d'une « abolition des préjugés » au profit d'une adhésion à des valeurs réputées universelles et fondées sur la raison. L'expérience a cependant démontré l'impossibilité d'établir de manière purement rationnelle ces valeurs universelles, qui supposent elles-mêmes, inévitablement, l'adhésion à certains préjugés. L'abolition des préjugés ne serait rien d'autre, en réalité, que le ralliement à un système commun de préjugés.
Concrètement, la coloration négative du concept a eu pour conséquence un glissement de vocabulaire: employé explicitement dans le langage commun, le mot « préjugé » désigne en général une conviction qu'on considère soi-même comme dénuée de fondement et qu'on attribue à autrui ; les « préjugés » sont les « convictions irrationnelles des autres ». Pour qualifier un préjugé auquel on adhère soi-même, on utilise généralement des concepts alternatifs tels que « évidence », « vérité fondamentale », « principe acquis », etc.

## Nécessité
Toute connaissance du monde doit nécessairement prendre appui sur un a priori, ne serait-ce que la confiance accordée au moins provisoirement à un formateur. Les méthodes bayésiennes nous montrent qu'en l'absence de préjugés sur le monde on ne peut rien apprendre sur le monde : que signifierait par exemple une expérience scientifique si on ne préjugeait pas (sous réserve de vérification ultérieure) du bon état de marche des instruments de mesure ? De fait, une prédiction vérifiée (même si c'est par pur hasard) d'une théorie ne diminuera que dans une très légère mesure le doute de celui qui n'y croit pas, et ne renforcera que dans une mesure moindre encore la croyance de « celui qui y croit ». Toutefois, sur quelques milliers d'observations, l'inférence bayésienne nous garantit que leurs points de vue finiront par se rapprocher l'un de l'autre de façon mesurable.
Ces points de vue ne changeront en revanche nullement en l'absence d'observations ou d'observable, tout simplement parce qu'ils n'auront aucune raison particulière de changer.

## Préjugé favorable
Une expression couramment employée et qu'il faut considérer différemment est « préjugé favorable », ou préjugé bienveillant (en). Par exemple des jugements laudateurs concernant les comportements féminins, tels que la tempérance, la patience et la douceur, relèvent néanmoins bel et bien de préjugés ou plus précisément d'une forme de sexisme appelé sexisme ambivalent.
Comme autre exemple, il est fréquent de parler de préjugés favorables aux travailleurs (rares néanmoins, au XIXe siècle — siècle de la révolution industrielle — le préjugé était toujours favorable aux patrons), préjugés favorables à l'Union européenne. Dans ces cas l'expression « préjugé favorable » est plutôt analogue à « favorise ».